# Fabricius Paranque
Fabricius Paranque est un homme politique français né le 2 juin 1794 à Marseille (Bouches-du-Rhône) et mort le 5 décembre 1862 à Marseille.

## Biographie
Fils d'un courtier marseillais, Fabricius Paranque devient l'un des principaux fabricants de savons à Marseille.
Il est député des Bouches-du-Rhône de 1837 à 1839, siégeant à droite dans la majorité soutenant les ministères de la Monarchie de Juillet.
Il est président de la Chambre de commerce de Marseille de 1849 à 1852.
Il est fait chevalier de la Légion d'honneur, le 29 septembre 1860.
Il donne son nom à une voie à Marseille.